# Ди Каприо, Леонардо
Леона́рдо Вильге́льм Ди Ка́прио (англ. Leonardo Wilhelm DiCaprio; род. 11 ноября 1974, Лос-Анджелес, США) — американский актёр и кинопродюсер.
Лауреат многочисленных наград, включая премию «Оскар» (2016), BAFTA (2016), премию Гильдии киноактёров США (2016), три премии «Золотой глобус» (2005, 2014, 2016), а также «Серебряного медведя» (1997) Берлинского кинофестиваля.
Начав полноценную актёрскую карьеру в конце 1980-х годов, Ди Каприо получил признание как многообещающий новичок в начале 1990-х с ролями в драмах «Жизнь этого парня» и «Что гложет Гилберта Грейпа», последняя из которых принесла 19-летнему Лео первые номинации на «Оскар» и «Золотой глобус» в категории «Лучший актёр второго плана». Ди Каприо продолжил сниматься в драматических лентах «Дневник баскетболиста», «Полное затмение» и «Ромео + Джульетта», прежде чем на актёра обрушилась всемирная известность благодаря главной роли в фильме-катастрофе «Титаник».
В 2000-х годах получил признание публики и критиков за работу в широком диапазоне кино и за актёрское мастерство.

## Ранние годы
Леонардо Вильгельм Ди Каприо родился 11 ноября 1974 года в Лос-Анджелесе (Калифорния). Единственный ребёнок подпольного художника и распространителя комиксов Джорджа Ди Каприо (род. 30 ноября 1943 года) и юридического секретаря Ирмелин Инденбиркен (род. в 1943); они познакомились во время учёбы в колледже и после её окончания переехали в Лос-Анджелес. Отец имеет наполовину итальянские (из Неаполя) корни, наполовину немецкие (из Баварии).
Мать родилась в западногерманском Ор-Эркеншвике в бомбоубежище у немца Вильгельма Инденбиркена и русской эмигрантки Хелены Инденбиркен (урождённая Елена Степановна Смирнова, 1915—2008), которая после Октябрьской революции была вывезена родителями из Российской империи в Германию. В 1955 году Вильгельм и Хелена эмигрировали в США.
В 2010 году на «Тигрином саммите» Ди Каприо в разговоре с Владимиром Путиным сказал, что Хелена, несмотря на то, что ей было два года, когда её увезли в Германию, умела говорить по-русски, и что его дед (не уточнив, по какой линии) также был русским: «Так что я не на четверть, а наполовину русский».
Ди Каприо получил имя Леонардо благодаря матери, так как он впервые задвигался у неё в животе, когда она смотрела картины Леонардо да Винчи. Когда Ди Каприо исполнился год, его родители развелись, и сын остался с матерью. Ди Каприо жил в Лос-Анджелесе, пока его мать работала на нескольких работах.
Обучался в Начальной школе Сидд, потом поступил в Центр расширенных наук Лос-Анджелеса, в котором проучился четыре года. Затем пошёл в старшую школу Джона Маршалла. Со слов Ди Каприо, в школах ему совершенно не нравилось, поэтому (поскольку на тот момент он уже начал актёрскую карьеру) он постоянно просил Ирмелин разрешить ему бросить их, чтобы у него было больше времени ходить на прослушивания и тем самым улучшить их финансовое положение. В конечном итоге он бросил школу после третьего класса, когда получил общешкольную справку о среднем образовании.

## Актёрская карьера

### Ранние работы
Актёрский дебют у Ди Каприо состоялся в два года, когда он выступил с импровизированным танцем на фестивале перфоманса. В детстве, относительно будущей профессии, Ди Каприо размышлял о том, чтобы стать биологом или актёром. Окончательно выбор в пользу актёрской профессии он сделал после того, как его старший сводный брат Адам Фаррар заработал 50 тысяч долларов снимаясь только в одной рекламе.
Он нашёл агента, которому понравились и его стрижка, и его имя. Он снялся в более чем 30 рекламных роликах и в нескольких сериалах: «Санта Барбара», «Новые приключения Лесси», «Розанна» и других.

### 1991—1995
Дебютом Ди Каприо в кино стал комедийный фильм ужасов «Зубастики 3». С 1991 года он снимался в сериале «Болезни роста», но вскоре покинул его, чтобы сняться с Робертом Де Ниро и Эллен Баркин и исполнить главную роль Тобиаса Вольфа в фильме «Жизнь этого парня».
В 1993 году Ди Каприо вместе с Джонни Деппом сыграл в драме Лассе Халльстрёма «Что гложет Гилберта Грейпа». В этом фильме он исполнил роль Арни, умственно отсталого брата Гилберта, за которым нужен постоянный присмотр и который может умереть в любой момент. Картина хоть и не имела коммерческого успеха, однако была положительно принята кинокритиками, а за свою актёрскую игру девятнадцатилетний Ди Каприо был впервые номинирован на «Золотой глобус» и «Оскар» в категории «Лучший актёр второстепенной роли».
В 1995 году Ди Каприо получил роль в вестерне Сэма Рэйми «Быстрый и мёртвый», где помимо него играли Шэрон Стоун, Джин Хэкмен и Рассел Кроу. (В 2008 вновь сыграл с Расселом Кроу в фильме «Совокупность лжи».)
Также он снялся в фильме «Полное затмение» в роли поэта Артюра Рембо, влюбившего в себя своего старшего коллегу — поэта Поля Верлена (актёр Дэвид Тьюлис), которому он послал свои стихи, и Верлен, оценив его незаурядное дарование, пригласил его приехать в Париж. Ди Каприо заменил Ривера Феникса, умершего во время съёмок фильма.
После этой работы Ди Каприо сыграл главную роль в экранизации автобиографического романа Джима Кэрролла «Дневник баскетболиста». Фильм рассказывает о шестнадцатилетнем подростке, играющем в баскетбол и пишущем хорошие стихи, но как только он впервые пробует наркотики, в его жизни происходит стремительное падение и деградация.
Ди Каприо безуспешно пробовался на роль Робина в фильме «Бэтмен навсегда», в итоге этого персонажа сыграл Крис О'Доннел.

### 1996—2001
В 1996 году Ди Каприо исполнил главную роль Ромео Монтекки, появившись вместе с Клэр Дэйнс в фильме База Лурмана «Ромео + Джульетта». Фильм является интерпретацией трагедии «Ромео и Джульетта» Уильяма Шекспира, но действие пьесы перенесено в современность. За исполнение своей роли актёр получил награду «Серебряный медведь» в категории «Лучший актёр» на 47-м международном Берлинском кинофестивале. Это был один из первых кассово успешных фильмов с участием Ди Каприо.

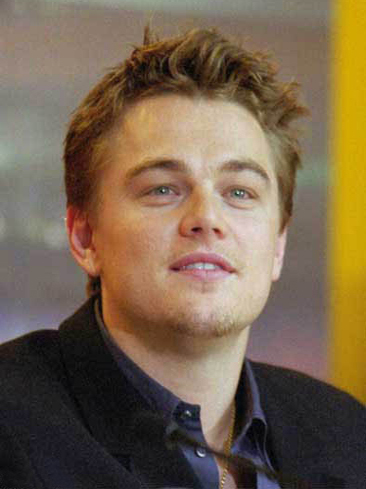
Ди Каприо на презентации фильма «Пляж»; 2000 год

Позже он снова играл с Робертом Де Ниро в семейной драме «Комната Марвина», в которой он исполнил роль трудного подростка. В картине также снялись Дайан Китон и Мерил Стрип.
Картиной, принёсшей Ди Каприо мировую популярность, стал «Титаник» Джеймса Кэмерона. Первоначально Ди Каприо хотел отказаться от роли, но в конце концов согласился, поскольку Кэмерон верил в его актёрские способности. Фильм был представлен в 11 категориях на 70-й церемонии вручения наград премии «Оскар», однако церемония сопровождалась скандалом, поскольку киноакадемики не выдвинули Ди Каприо в категории «Лучшая мужская роль». В знак протеста более двухсот поклонников актёра обратились в Академию с претензиями, а сам Ди Каприо наотрез отказался посещать церемонию. Тем не менее он был номинирован на премию Голливудской ассоциации иностранной прессы «Золотой глобус» в категории «Лучшая мужская роль в драматическом фильме». Именно роль в «Титанике» вывела Леонардо Ди Каприо в ряды самых высокооплачиваемых актёров Голливуда. В 1998 году он был включён в список «50 самых красивых людей мира» по версии журнала People.
Ди Каприо появился в камео в чёрно-белом фильме Вуди Аллена — «Знаменитость». В этом же году он сыграл короля Людовика XIV в картине «Человек в железной маске». Фильм получил смешанные и отрицательные отзывы критиков, но стал успешным, собрав 180 миллионов долларов в мировом прокате. Ди Каприо был награждён антипремией «Золотая малина» в категории «Худший актёрский дуэт» за роли короля и его брата-близнеца.
Следующим проектом Ди Каприо стала приключенческая драма Дэнни Бойла «Пляж», по одноимённому роману-бестселлеру Алекса Гарленда. Он сыграл американского туриста, который в поисках лучшей жизни приезжает в Таиланд, где отправляется на секретный остров. В картине также снялись Виржини Ледуайен и Тильда Суинтон. Лента, несмотря на неплохие кассовые сборы, как и предыдущий фильм Ди Каприо, не имела успеха у критиков. Ди Каприо был вновь номинирован на антипремию «Золотая малина» в категории «Худшая мужская роль», но в этот раз худшим артистом был признан Джон Траволта, за роли в фильмах «Поле битвы: Земля» и «Счастливые номера». Также в прокат вышла картина Кафе «Донс Плам».

### 2002—2007
В начале 2000-х годов Ди Каприо проявлял интерес к проекту «Американский психопат», но отказался от роли Патрика Бэйтмана (его сыграл Кристиан Бейл).

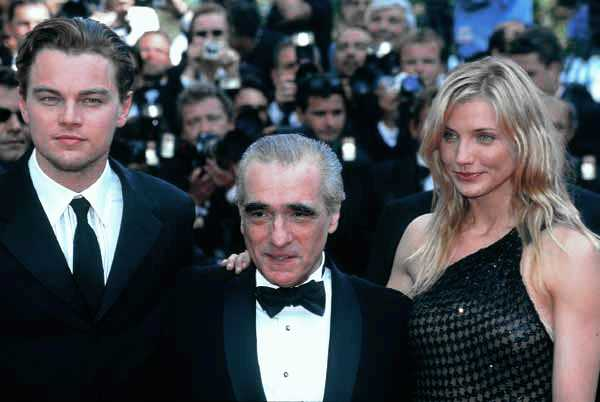
Ди Каприо, Скорсезе и Камерон Диас на Каннском кинофестивале, 2002 год

Первым для Ди Каприо фильмом в 2002 году стала криминальная трагикомедия режиссёра Стивена Спилберга «Поймай меня, если сможешь». Фильм был основан на биографии Фрэнка Эбигнейла, который известен своими дерзкими преступлениями, совершёнными ещё в 1960-е годы. Фильм получил положительные отзывы критиков и стал для Ди Каприо одним из самых кассовых фильмов в его карьере. Он в третий раз был номинирован на премию «Золотой глобус» за лучшую мужскую роль.
В том же году Ди Каприо впервые снялся у режиссёра Мартина Скорсезе в фильме «Банды Нью-Йорка» о столкновении между бандами «коренных» американцев и эмигрантов в Нью-Йорке. Скорсезе сначала хотел продать свою идею реализации фильма, но после того, как проектом заинтересовался Ди Каприо, изменил своё решение. Фильм имел успех как у критиков, так и у зрителей. Однако на премии «Оскар» «Банды Нью-Йорка» постигла неудача — ни одной премии из 10 номинаций. Работа Ди Каприо была высоко оценена, но он остался в тени Дэниела Дэй-Льюиса.
После совместной работы Скорсезе и Ди Каприо решили ещё раз поработать вместе. На этот раз Скорсезе решил снять фильм «Авиатор» про американского бизнесмена Говарда Хьюза. Ди Каприо потратил около полутора лет, готовясь к роли. «Авиатор» имел огромный успех. Ди Каприо выиграл свой первый «Золотой глобус» и был номинирован на «Оскар», но награда ушла к Джейми Фоксу за роль в фильме «Рэй».
В 2006 году Ди Каприо снялся в двух картинах: «Кровавый алмаз» и «Отступники». Эдвард Цвик снял «Кровавый алмаз», в котором также сыграли Джимон Хонсу и Дженнифер Коннелли. Фильм рассказывает о молодом контрабандисте Дэнни Арчере, промышляющем поиском и сбытом алмазов во времена гражданской войны в Сьерра-Леоне в 1999 году. Фильм получил в целом одобрительные отзывы, а Ди Каприо — очередную номинацию на «Золотой глобус» и «Оскар» (в обоих случаях уступил премию Форесту Уитакеру). Во втором фильме, режиссёром которого был Мартин Скорсезе, Ди Каприо сыграл Уильяма Костигана, полицейского, которого внедрили в преступную группировку ирландской мафии. Фильм получил высочайшие оценки от критиков, а актёр выдвигался на «Золотой глобус» и BAFTA.

### 2008—2013
В начале 2008 года Ди Каприо снялся в фильме Ридли Скотта «Совокупность лжи» по одноимённому роману Дэвида Игнатиуса. Фильм рассказывает о борьбе с террористами агентов ЦРУ. Для роли Ди Каприо перекрасил свои волосы и носил коричневые контактные линзы — он считал, что так фильм будет похож на политические триллеры 1970-х, такие как «Заговор „Параллакс“» и «Три дня Кондора». В этом же году Ди Каприо воссоединился с Кейт Уинслет и в драме «Дорога перемен». Он получил очередную номинацию на «Золотой глобус».

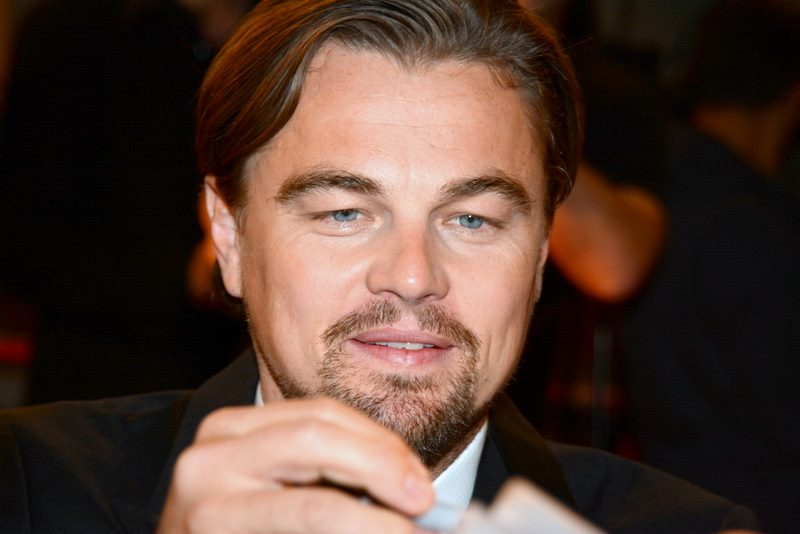
Ди Каприо на парижской премьере фильма «Волк с Уолл-стрит», 2013 год

В 2010 году Ди Каприо вновь работал с Мартином Скорсезе — над психологическим триллером «Остров проклятых», экранизации одноимённого романа Денниса Лихейна. Он сыграл маршала США Тедди Дэниелса, который направляется в Эшклиффскую лечебницу для душевнобольных преступников на остров Шаттер, чтобы расследовать дело об исчезновении одного из пациентов. В этом же году Кристофер Нолан предложил ему роль в своём научно-фантастическом фильме «Начало». Фильм был основан на идее осознанных сновидений.
1 ноября 2010 года компания Ди Каприо Appian Way Productions выкупила права на экранизацию романа Эрика Ларсона «Дьявол в белом городе». Книга рассказывает историю серийного убийцы Генри Говарда Холмса, ответственного за смерть многих женщин во время Всемирной выставки в Чикаго 1893 года. Ди Каприо также заявлял, что исполнит роль серийного убийцы.
Следующим проектом стала биографическая драма Клинта Иствуда «Дж. Эдгар» о первом директоре ФБР Джоне Эдгаре Гувере. В целом фильм был встречен критиками прохладно, американская киноакадемия также не удостоила фильм ни одной номинации на «Оскар». Тем не менее, картина принесла Ди Каприо ещё одну номинацию на «Золотой глобус» за лучшую роль в драме (премию получил Джордж Клуни за фильм «Потомки»).
В 2012 году Квентин Тарантино предложил Ди Каприо роль в своём спагетти-вестерне «Джанго освобождённый». Ди Каприо согласился и впервые сыграл злодея, обаятельного и одновременно циничного и жестокого рабовладельца Кэлвина Кэнди, за что получил девятую номинацию на «Золотой глобус» (где уступил премию другому актёру из того же фильма — Кристофу Вальцу).
Год спустя Ди Каприо принял предложение База Лурмана сыграть в очередной экранизации романа Фрэнсиса Скотта Фицджеральда «Великий Гэтсби». Фильм получил смешанные отзывы от критиков, однако игра Ди Каприо была оценена высоко.
Ди Каприо вернулся к Скорсезе и снялся в его фильме «Волк с Уолл-стрит». В основу фильма легли одноимённые мемуары Джордана Белфорта, бывшего нью-йоркского брокера, который был осуждён за отмывание денег и ряд прочих финансовых преступлений. Фильм стал пятой совместной работой Скорсезе и Ди Каприо. После завершения съёмок Ди Каприо заявил, что собирается отдохнуть от кино. За эту актёрскую работу он был удостоен второго «Золотого глобуса», а также вновь выдвинут на премии «Оскар» и BAFTA. На «Оскар» Ди Каприо был также номинирован за продюсирование фильма.

### С 2014
С осени 2014 года Ди Каприо участвовал в многомесячных съёмках фильма «Выживший» режиссёра Алехандро Гонсалеса Иньярриту. Он исполнил роль траппера Хью Гласса, который в начале XIX века был брошен умирать в диких местах на северо-западе США, однако сумел выжить, несмотря на серьёзные травмы. Съёмки проходили в Канаде и на юге Аргентины и завершились только летом 2015 года. Фильм вышел на экраны в конце 2015 года, и 28 февраля 2016 года принёс Ди Каприо долгожданный «Оскар» в категории «Лучший актёр» («Оскар» также получили Гонсалес Иньярриту в категории «Лучшая режиссура» и Эммануэль Любецки в категории «Лучшая операторская работа»). Ди Каприо за эту роль получил очередной «Золотой глобус», премию BAFTA и Премию американской гильдии актёров.
Актёр также выступил исполнительным продюсером документального фильма «Вирунга», которая принесла ему первую и пока что единственную номинацию на Прайм-таймовую премию «Эмми» в категории «Лучший документальный фильм» в 2015 году.
19 января 2016 года Ди Каприо на Всемирном экономическом форуме в Давосе (Швейцария) получил премию Crystal Award за вклад в защиту окружающей среды. Создав в 1998 году фонд Leonardo DiCaprio Foundation, Ди Каприо выделил более 30 миллионов долларов на развитие 70 инновационных проектов в сфере защиты окружающей среды в 40 странах. Речь, в частности, идёт о защите морской фауны или видов животных, которым грозит вымирание.
В марте 2017 года стало известно, что Ди Каприо намерен инвестировать средства в компанию Love The Wild, которая специализируется на самостоятельном выращивании морепродуктов и реализации их в замороженном виде.
21 мая 2019 года на Каннском кинофестивале состоялась премьера фильма Квентина Тарантино «Однажды в Голливуде», где картина была удостоена шестиминутной овации. Леонардо Ди Каприо исполнил главную роль актёра по имени Рик Далтон и получил двенадцатую номинацию на премию «Золотой глобус» в категории «Лучшая мужская роль в комедийном фильме или мюзикле», десятую на Премию Американской Гильдии киноактёров в категории «Лучшая мужская роль», пятую номинацию на премию «BAFTA» в категории «Лучшая мужская роль» и седьмую номинацию на премию «Оскар» в категории «Лучшая мужская роль». В фильме также были задействованы Брэд Питт, исполнивший роль Клиффа Бута — каскадёра, дублёра и друга Рика Далтона и Марго Робби, воплотившая образ известной американской актрисы и модели Шэрон Тейт. Фильм был высоко оценён и в целом получил положительные оценки. The Hollywood Reporter назвал фильм «любовным письмом Тарантино Голливуду 60-х» и похвалил его кастинг. Съёмки картины проходили с 18 июня по 1 ноября 2018 года. Фильм вышел в мировой прокат 26 июля 2019 года. Сам Тарантино назвал дуэт Ди Каприо и Питта лучшим со времён экранной пары Пола Ньюмана и Роберта Редфорда в фильме «Бутч Кэссиди и Санденс Кид».
19 ноября 2020 в Бостоне начались съёмки новой картины Адама Маккея «Не смотрите наверх», где главные роли исполнили Ди Каприо и Дженнифер Лоуренс. По сюжету два учёных узнают о метеорите, который упадёт на Землю через полгода. Астрономы отправляются в пресс-тур, чтобы предупредить всех о надвигающейся катастрофе, но им не верят. В фильме также снялись Мерил Стрип, Кейт Бланшетт, Химеш Патель и Роб Морган. В эпизодических ролях появились Тимоти Шаламе, Ариана Гранде, Скотт Мескади, Томер Сислей и Мэттью Перри. Фильм вышел на Netflix 24 декабря 2021 года.
В 2023 году Ди Каприо в шестой раз сыграл главную роль в фильме Мартина Скорсезе. Это был триллер-вестерн «Убийцы цветочной луны», основанный на книге Дэвида Гранна «Убийцы цветочной луны. Нефть. Деньги. Кровь». Фильм рассказывает о расследовании ФБР в 1920-х годах в индейском поселении Осейджей, где один за другим погибали местные жители, обогатившиеся благодаря добыче нефти. ФБР отправляет туда агентов под прикрытием с целью раскрыть убийства. Изначально Ди Каприо должен был играть агента ФБР Тома Уайта, который расследует дело, но позже получил роль племянника Уильяма Хейла, Эрнеста Беркхарта.
В 2025 году на экраны должен выйти фильм Пола Томаса Андерсона «Битва за битвой», в котором Ди Каприо играет одну из главных ролей.

## Стиль актёрского исполнения и публичный имидж
В начале своей карьеры Ди Каприо приобрёл определённую репутацию, благодаря своим вечеринкам с друзьями. В интервью он говорил:
Люди хотят, чтобы ты был несчастен, как и они. Им не нужны герои. Они хотят увидеть ваш провал.
 В 1998 году он подал в суд на журнал Playgirl, который хотел напечатать его обнаженное фото. Кэрол Кадуолладр из издания The Guardian сказала, что Ди Каприо вежлив, обаятелен, шутит, легко вступает в зрительный контакт. И при всем при этом умудряется скрыть свою настоящую личность.
В какой-то момент жизнь может стать довольно однообразной. Актерская профессия дает мне возможность прожить несколько жизней. Когда я снимаюсь в кино, я отправляюсь в разные места, окунаюсь в разные культуры, исследую чужую реальность и пытаюсь максимально вжиться в роль и передать ее на экране. Это невероятно познавательно. Вот почему я люблю играть. Нет ничего более увлекательного, чем то, что может сделать фильм, чтобы заставить людей заботиться о чем-то еще, кроме их собственной жизни.

Ди Каприо считается одним из лучших актёров своего поколения. Слава после фильма «Титаник» только укрепила его статус кумира подростков и героя-любовника, от которого он стремился уйти. Леонардо заявлял, что нервничает, снимаясь в крупнобюджетных картинах из-за шумихи и крупных маркетинговых кампаний[стиль]. Его привлекают сценарии, основанные на реальных событиях. Ди Каприо описал свои отношения с режиссёром Скорсезе как осуществившуюся мечту. Он восхищается его знаниями о кино и благодарит за навыки, которые он приобрел благодаря ему. Скорсезе, со своей стороны, сказал следующее:
Лео выдает эмоции там, где я меньше всего этого ожидаю и могу надеяться только на три или четыре сцены. Он может придумать гораздо больше.
 Джесси Хассенджер из The A.V. Club считает, что они оба извлекли выгоду из проектов, которые помогли определить их карьеру в 2000-х годах.
Агнешка Холланд, которая сняла Ди Каприо в фильме «Полное затмение», описывает его как одного из самых зрелых актёров, с которыми она когда-либо работала, и восхищается его смелым выбором ролей. Кинокритик Филип Френч писал, что склонность Ди Каприо к фильмам о неблагополучных семьях и персонажах, ищущих отца, намекает на его собственное трудное детство. Он склонен играть антигероев и персонажей, которые теряют свою психическую стабильность по мере развития сюжета. Ди Каприо особенно известен своей способностью сильно посвящать себя каждой роли, которую он играет. Колин Коверт из «Сиэтл Таймс» отметил, как это качество отличает его от большинства его современников и выдает в нём кинозвезду.

Несколько изданий, такие как People, Empire, и Harper's Bazaar, включили Ди Каприо в свои списки самых привлекательных актёров. В 2005 году Ди Каприо был удостоен звания командора ордена искусств и литературы министром культуры Франции за его вклад в искусство. В 2016 году он был назван одним из 100 самых влиятельных людей в мире журналом Time. Он был включен в ежегодный список самых высокооплачиваемых актёров мира по версии Forbes в 2008 году и с 2010 по 2016 год с соответствующим доходом в размере 45 миллионов долларов, 28 миллионов долларов, 77 миллионов долларов, 37 миллионов долларов, 39 миллионов долларов, 29 миллионов долларов и 27 миллионов долларов, возглавив список в 2011 году. Журнал высоко оценил способность Ди Каприо сниматься в рискованных фильмах с рейтингом R, которые становятся кассовыми хитами. The Hollywood Reporter включил его в число 100 самых влиятельных людей в сфере развлечений с 2016 по 2019 год. В том же журнале Татьяна Сигел хвалит Ди Каприо за то, что является тем редким актёром, который сделал успешную карьеру, никогда не снимаясь в фильмах, снятых по комиксам или франшизах. Стейси Уилсон Хант из журнала New York Magazine в 2016 году отметила, что Ди Каприо, в отличие от большинства своих современников, ни разу не снялся в провальном фильме за предыдущие десять лет. О своём успехе Ди Каприо говорит: 
Мое отношение такое же, как и тогда, когда я начинал. Я чувствую себя тем же пятнадцатилетним ребенком, который снялся в своем первом фильме.

Он назвал Джеймса Дина одним из своих любимых актёров. В интервью Ди Каприо рассказал:
Я помню, как был невероятно тронут Джимми Дином в драме «К востоку от рая». В этом было что-то такое грубое и мощное. Его уязвимость...его путаница во всей этой истории, его личности, его отчаянное желание быть любимым. Его игра просто разбила мне сердце.

## Личная жизнь
В 1990-х Леонардо Ди Каприо встречался с датской моделью Хеленой Кристенсен, с 2000 по 2005 год — с бразильской моделью Жизель Бюндхен, с 2006 года по 2009 год встречался с израильской моделью Бар Рафаэли. 26 марта 2010 года Ди Каприо и Рафаэли официально объявили о перерыве в отношениях. С лета 2010 года они опять стали встречаться и планировали пожениться, однако в мае 2011 года в газете New York Post появилось сообщение, что Леонардо Ди Каприо и Бар Рафаэли окончательно расстались.
C июня по октябрь 2011 года Ди Каприо встречался с актрисой Блейк Лайвли. В декабре 2011 года стало известно, что Ди Каприо начал встречаться с моделью нижнего белья бренда Victoria’s Secret Эрин Хитертон, однако в ноябре 2012 года пара объявила о расставании в связи с напряжёнными графиками работы у обоих.
В мае 2013 года у актёра начались отношения с немецкой моделью Тони Гаррн, завершившиеся в декабре следующего года.
Позже, во время перерыва в отношениях с Тони Гаррн, также встречался с Ниной Агдал и Лореной Рэй.
С конца 2017 года по 2022 год Ди Каприо находился в отношениях с Камилой Морроне, актрисой и моделью аргентинского происхождения, падчерицей Аль Пачино.
В сентябре 2023 года Леонардо начал встречаться с моделью итальянского происхождения Витторией Черетти.
У Леонарда ди Каприо нет детей. Он это объясняет влиянием на окружающую среду.
Ди Каприо владеет домом в Лос-Анджелесе и квартирой в Бэттери-Парк-сити в Нижнем Манхэттене. В 2009 году актёр купил остров Блэкадор около Белиза, на котором планирует открыть экологически чистый курорт.
В 2013 году стал совладельцем гоночной команды Venturi Grand Prix Formula E Team для участия в Формуле-Е.

## Фильмография
| Год       |     | Русское название                | Оригинальное название         | Роль                                |
| --------- | --- | ------------------------------- | ----------------------------- | ----------------------------------- |
| 1979      | с   | Комната для ползунков           | Romper Room                   | ребёнок                             |
| 1989—1990 | с   | Новые приключения Лесси         | The New Lassie                | мальчик                             |
| 1990      | с   | Санта-Барбара                   | Santa Barbara                 | Мейсон Кэпвелл в детстве            |
| 1990      | с   | Изгои                           | The Outsiders                 | ребёнок                             |
| 1990      | с   | Клуб Микки Мауса                | The Mickey Mouse Club         | Алекс                               |
| 1990—1991 | с   | Родители                        | Parenthood                    | Гарри Бакман                        |
| 1991—1992 | с   | Растущая боль                   | Growing Pains                 | Люк Брауэр                          |
| 1991      | с   | Розанна                         | Roseanne                      | одноклассник Дарлен                 |
| 1991      | ф   | Зубастики 3                     | Critters III                  | Джош                                |
| 1992      | ф   | Ядовитый плющ                   | Poison Ivy                    | парень                              |
| 1993      | ф   | Жизнь этого парня               | This Boy’s Life               | Тобиас «Тоби» Вулф                  |
| 1993      | ф   | Что гложет Гилберта Грейпа      | What’s eating Gilbert Grape   | Арни Грэйп                          |
| 1994      | кор | Вечеринка с выстрелами по ногам | The Foot Shooting Party       | Бад                                 |
| 1995      | ф   | Полное затмение                 | Total Eclipse                 | Артюр Рембо                         |
| 1995      | ф   | Быстрый и мёртвый               | The Quick And The Dead        | Фи «Малыш» Ирод                     |
| 1995      | ф   | Дневник баскетболиста           | The Basketball Diaries        | Джим Кэрролл                        |
| 1996      | ф   | Ромео + Джульетта               | Romeo+Juliet                  | Ромео Монтекки                      |
| 1996      | ф   | Комната Марвина                 | Marvin’s Room                 | Хэнк Лейкер                         |
| 1997      | ф   | Титаник                         | Titanic                       | Джек Доусон                         |
| 1998      | ф   | Человек в железной маске        | The Man in the Iron Mask      | король Людовик XIV/Филипп           |
| 1998      | ф   | Знаменитость                    | Celebrity                     | Брендон Дэрроу                      |
| 2000      | ф   | Пляж                            | The Beach                     | Ричард                              |
| 2001      | ф   | Кафе «Донс Плам»                | Don’s Plum                    | Дерек                               |
| 2002      | ф   | Банды Нью-Йорка                 | Gangs of New York             | Амстердам Валлон                    |
| 2002      | ф   | Поймай меня, если сможешь       | Catch Me If You Can           | Фрэнк Уильям Абигнейл               |
| 2004      | ф   | Авиатор                         | The Aviator                   | Говард Хьюз                         |
| 2006      | ф   | Отступники                      | The Departed                  | Уильям «Билли» Костиган             |
| 2006      | ф   | Кровавый алмаз                  | Blood Diamond                 | Дэнни Арчер                         |
| 2007      | док | Одиннадцатый час                | 11th Hour, The                | рассказчик                          |
| 2008      | ф   | Совокупность лжи                | Body of Lies                  | Роджер Феррис                       |
| 2008      | ф   | Дорога перемен                  | Revolutionary Road            | Фрэнк Уиллер                        |
| 2008—2010 | с   | Гринсбург                       | Greensburg                    | камео                               |
| 2010      | ф   | Остров проклятых                | Shutter Island                | Эдвард «Тедди» Дэниэлс/Эндрю Леддис |
| 2010      | ф   | Начало                          | Inception                     | Доминик Кобб                        |
| 2010      | док | Хаббл IMAX 3D                   | Hubble                        | рассказчик                          |
| 2011      | ф   | Дж. Эдгар                       | J. Edgar                      | Эдгар Гувер                         |
| 2012      | ф   | Джанго освобождённый            | Django Unchained              | Кэлвин Кэнди                        |
| 2013      | ф   | Великий Гэтсби                  | The Great Gatsby              | Джей Гэтсби                         |
| 2013      | ф   | Волк с Уолл-стрит               | The Wolf of Wall Street       | Джордан Белфорт                     |
| 2015      | кор | Пробы                           | The Audition                  | камео                               |
| 2015      | ф   | Выживший                        | The Revenant                  | Хью Гласс                           |
| 2016      | док | До потопа                       | Before the Flood              | камео                               |
| 2019      | ф   | Однажды в Голливуде             | Once Upon a Time in Hollywood | Рик Далтон                          |
| 2019      | док | Лёд в огне                      | Ice on Fire                   | рассказчик                          |
| 2021      | ф   | Не смотрите наверх              | Don’t Look Up                 | Доктор Рэндалл Минди                |
| 2023      | ф   | Убийцы цветочной луны           | Killers of the Flower Moon    | Эрнест Бёркхарт                     |
| 2025      | ф   | Битва за битвой                 | One Battle After Another      | Боб Фергюсон                        |

### Продюсер
| Год  | Фильм                                            | Участие                 | Источник        |
| ---- | ------------------------------------------------ | ----------------------- | --------------- |
| 2004 | Авиатор                                          | Исполнительный продюсер | [ 107 ] [ 108 ] |
| 2004 | Убийство Ричарда Никсона                         | Исполнительный продюсер | [ 109 ]         |
| 2007 | Одиннадцатый час                                 | Продюсер                | [ 110 ]         |
| 2007 | Садовник Эдема                                   | Продюсер                | [ 111 ]         |
| 2009 | Дитя тьмы                                        | Продюсер                | [ 112 ]         |
| 2011 | Красная Шапочка                                  | Продюсер                | [ 113 ]         |
| 2011 | Мартовские иды                                   | Исполнительный продюсер | [ 114 ]         |
| 2013 | Va-банк                                          | Продюсер                | [ 115 ]         |
| 2013 | Из пекла                                         | Продюсер                | [ 116 ]         |
| 2013 | Волк с Уолл-стрит                                | Продюсер                | [ 117 ]         |
| 2014 | Вирунга                                          | Исполнительный продюсер | [ 118 ]         |
| 2015 | Скотозаговор                                     | Исполнительный продюсер | [ 119 ]         |
| 2015 | Ловить солнце                                    | Исполнительный продюсер | [ 120 ]         |
| 2016 | Игра цвета слоновой кости                        | Исполнительный продюсер | [ 121 ]         |
| 2016 | До потопа                                        | Продюсер                | [ 122 ]         |
| 2016 | Закон ночи                                       | Продюсер                | [ 123 ]         |
| 2018 | Робин Гуд: Начало                                | Продюсер                | [ 124 ]         |
| 2018 | Борьба: Жизнь и утраченное искусство Шукальского | Продюсер                | [ 125 ]         |
| 2018 | Истерия                                          | Продюсер                | [ 126 ]         |
| 2019 | Дело Ричарда Джуэлла                             | Продюсер                | [ 127 ]         |
| 2019 | Курс на экологичность                            | Продюсер                | [ 128 ]         |
| 2021 | Дитя девяностых                                  | Исполнительный продюсер | [ 129 ]         |
| 2021 | Самый одинокий кит: Поиски 52                    | Исполнительный продюсер | [ 130 ]         |
| 2021 | Фин                                              | Исполнительный продюсер | [ 131 ]         |
| 2023 | Убийцы цветочной луны                            | Исполнительный продюсер | [ 132 ]         |

## Награды и номинации

### Награды
- 1993 — Премия Ассоциации кинокритиков Лос-Анджелеса — New Generation Award (за фильм «Что гложет Гилберта Грейпа»)
- 1993 — Премия Ассоциации кинокритиков Чикаго — Самый многообещающий юный актёр (за фильм «Что гложет Гилберта Грейпа»)
- 1994 — Премия Национального совета кинокритиков США — лучшая мужская роль второго плана (за фильм «Что гложет Гилберта Грейпа»)
- 1997 — Премия Серебряный медведь за лучшую мужскую роль в фильме «Ромео + Джульетта» на Берлинском кинофестивале 1997 года
- 1998 — Премия канала MTV — лучшая мужская роль (за фильм «Титаник»)
- 2005 — Премия канала MTV — лучшая мужская роль (за фильм «Авиатор»)
- 2005 — Премия Золотой глобус — лучшая мужская роль (драма) (за фильм «Авиатор»)
- 2013 — Премия Национального совета кинокритиков США — лучшая мужская роль второго плана (за фильм «Джанго освобождённый»)
- 2014 — Премия Национального совета кинокритиков США — Spotlight Award (за продолжительное сотрудничество с Мартином Скорсезе)
- 2014 — Премия Золотой глобус — лучшая мужская роль (комедия или мюзикл) (за фильм «Волк с Уолл-стрит»)
- 2014 — Премия Австралийской киноакадемии — лучшая мужская роль (за фильм «Великий Гэтсби»)
- 2016 — Премия Гильдии киноактёров США — лучшая мужская роль (за фильм «Выживший»)
- 2016 — Премия BAFTA — лучшая мужская роль (за фильм «Выживший»)
- 2016 — Премия Золотой глобус — лучшая мужская роль (драма) (за фильм «Выживший»)
- 2016 — Премия Оскар — Лучшая мужская роль (за фильм «Выживший»)

### Номинации
- 1994 — Премия Оскар — лучшая мужская роль второго плана (за фильм «Что гложет Гилберта Грейпа»)
- 1994 — Премия Золотой глобус — лучшая мужская роль второго плана (за фильм «Что гложет Гилберта Грейпа»)
- 1997 — Премия канала MTV — лучший экранный дуэт (за фильм «Ромео + Джульетта»)
- 1997 — Премия канала MTV — лучший поцелуй (за фильм «Ромео + Джульетта»)
- 1997 — Премия канала MTV — лучшая мужская роль (за фильм «Ромео + Джульетта»)
- 1998 — Премия канала MTV — лучший экранный дуэт (за фильм «Титаник»)
- 1998 — Премия канала MTV — лучший поцелуй (за фильм «Титаник»)
- 1998 — Премия Золотой глобус — лучшая мужская роль (драма) (за фильм «Титаник»)
- 2003 — Премия канала MTV — лучший поцелуй (за фильм «Банды Нью-Йорка»)
- 2003 — Премия канала MTV — лучшая мужская роль (за фильм «Поймай меня, если сможешь»)
- 2003 — Премия Золотой глобус — лучшая мужская роль (драма) (за фильм «Поймай меня, если сможешь»)
- 2005 — Премия Оскар — лучшая мужская роль (за фильм «Авиатор»)
- 2005 — Премия BAFTA — лучшая мужская роль (за фильм «Авиатор»)
- 2005 — Премия Гильдии киноактёров США — лучшая мужская роль (за фильм «Авиатор»)
- 2007 — Премия Оскар — лучшая мужская роль (за фильм «Кровавый алмаз»)
- 2007 — Премия Золотой глобус — лучшая мужская роль (драма) (за фильм «Отступники»)
- 2007 — Премия Золотой глобус — лучшая мужская роль (драма) (за фильм «Кровавый алмаз»)
- 2007 — Премия BAFTA — лучшая мужская роль (за фильм «Отступники»)
- 2007 — Премия Гильдии киноактёров США — лучшая мужская роль (за фильм «Кровавый алмаз»)
- 2007 — Премия Гильдии киноактёров США — лучшая мужская роль второго плана (за фильм «Отступники»)
- 2009 — Премия Золотой глобус — лучшая мужская роль (драма) (за фильм «Дорога перемен»)
- 2012 — Премия Золотой глобус — лучшая мужская роль (драма) (за фильм «Дж. Эдгар»)
- 2012 — Премия Гильдии киноактёров США — лучшая мужская роль (за фильм «Дж. Эдгар»)
- 2012 — Премия Австралийской киноакадемии — лучшая мужская роль (за фильм «Дж. Эдгар»)
- 2013 — Премия Золотой глобус — лучшая мужская роль второго плана (за фильм «Джанго освобождённый»)
- 2014 — Премия BAFTA — лучшая мужская роль (за фильм «Волк с Уолл-стрит»)
- 2014 — Премия Оскар — лучшая мужская роль (за фильм «Волк с Уолл-стрит»)
- 2014 — Премия Оскар — лучший фильм (за продюсирование фильма «Волк с Уолл-стрит»)
- 2015 — Прайм-таймовая премия «Эмми» — Лучший документальный фильм (за продюсирование фильма «Вирунга»)
- 2016 — Премия Crystal Award — за вклад в защиту окружающей среды
- 2020 — Премия Золотой глобус — лучшая мужская роль (комедия или мюзикл) (за фильм «Однажды в Голливуде»)
- 2020 — Премия BAFTA — лучшая мужская роль (за фильм «Однажды в Голливуде»)
- 2020 — Премия Гильдии киноактёров США — лучшая мужская роль (за фильм «Однажды в Голливуде»)
- 2020 — Премия Оскар — лучшая мужская роль (за фильм «Однажды в Голливуде»)
- 2022 — Премия Золотой глобус — лучшая мужская роль (комедия или мюзикл) (за фильм «Не смотрите наверх»)
- 2022 — Премия BAFTA — лучшая мужская роль (за фильм «Не смотрите наверх»)

### «Золотая малина»
- 1999 — Премия Золотая малина — худший актёрский дуэт (за фильм «Человек в железной маске»)
- 2001 — Номинация на премию Золотая малина — худшая мужская роль (за фильм «Пляж»)

## Признание
В честь актёра были названы новые виды животных, например, речной жук Grouvellinus leonardodicaprioi, вид пауков S. leonardodicaprioi, относящийся к роду Spintharus, креветка Thor dicaprio, змея Sibon irmelindicaprioae из рода улиткоедов (также названа в честь матери актёра Имерлин).
За поддержку в защите от вырубки заповедного леса Эбо в Камеруне один из новых видов деревьев из семейства анноновых, произрастающих только в этом лесу, назвали Uvariopsis dicaprio.